# Kattisaari (ö i Södra Birkaland)
Kattisaari är en ö i Finland. Den ligger i sjön Kokonjärvi och i kommunen Urdiala i den ekonomiska regionen  Södra Birkaland och landskapet Birkaland, i den södra delen av landet, 110 km nordväst om huvudstaden Helsingfors. Öns area är 0,2 hektar och dess största längd är 120 meter i sydöst-nordvästlig riktning.